# シャボン玉ボンボン
『シャボン玉ボンボン』（シャボンだまボンボン）は、1973年1月6日から同年4月14日まで日本テレビ系列局で放送されていた日本テレビ製作のバラエティ番組である。
全15回。放送時間は毎週土曜 19:30 - 20:00 （日本標準時）。

## 概要
日曜18:30枠で放送されていた『ぎんぎら!ボンボン!』のリニューアル版で、同番組から引き続き牛乳石鹸の一社提供で放送。
マックボンボン時代の志村けんも引き続き出演していたが、相方はいやま淳の失踪による契約解除により、新たに福田正夫に代わった。
司会はコント55号の萩本欽一が務めていた。
番組には毎回2組の歌手がゲスト出演。ゲストは自分たちの家族やマネージャーなどと3人1組のチームを組んで音楽クイズに挑戦していた。チームの誰かが誤答すると、ゲストは付けヒゲやハゲかつらなどを付ける罰ゲームを受けさせられた。他に「欽ちゃんのアクト講座」という冠コーナーやマックボンボンによるコントコーナーもあったが、これらは3月10日放送分をもって廃止され、以後は毎回6組前後の歌手が出演する完全な歌謡番組となった。
1978年に発刊された牛乳石鹸の社史『牛乳石鹸共進社70年の歩み』の「主な提供番組」のページには前身の『ぎんぎら!ボンボン!』とともにこの番組の写真が掲載されており、『ぎんぎら!ボンボン!』と同様に公開番組であったことが分かる。また、ステージ最上部には「シャボン玉」、その下には互いにやや距離を置いた状態で「ボン」「ボン」と本番組のタイトルが掲げられており、さらにその下には「乳牛マーク」を挟んで「牛乳」「石鹸」とスポンサー名が掲げられている（『ぎんぎら!ボンボン!』の写真では、スポンサー名はパネルに書かれて掲げられている）。

## 放送局
- 土曜 19:30 - 20:00
  - 日本テレビ（制作局）
  - 札幌テレビ[3]
  - 青森放送[4]
  - テレビ岩手[4]
  - 秋田放送[4]
  - 山形放送[4]
  - 宮城テレビ[4]
  - 福島中央テレビ[4]
  - 北日本放送[5]
  - 福井放送[5]
  - 山梨放送[6]
  - 名古屋テレビ[7]
  - よみうりテレビ[8]
  - 日本海テレビ[9]
  - 山口放送[10]
  - 四国放送[11]
  - 西日本放送[12]
  - 南海放送[10]
  - 高知放送[10]
  - 福岡放送[13]
  - テレビ大分[14]